# Thüringer Aufbaubank
Die Thüringer Aufbaubank (TAB) ist das zentrale Förderinstitut des Freistaats Thüringen. Sie ist eine Anstalt öffentlichen Rechts und wurde 1992 gegründet. Erster Vorstandsvorsitzender war Carl-Ludwig Wagner. Der alleinige Anteilseigner ist der Freistaat. Er hat die Gewährträgerhaftung und die Anstaltslast übernommen. Die Rechtsaufsicht über die Bank liegt beim Thüringer Finanzministerium.

## Aufgaben und Instrumente
Die Aufgaben der Bank umfassen neben der Wirtschaftsförderung die Wohnungs- und Städtebauförderung, die Technologieförderung, die Finanzierung öffentlicher Kunden, die Landwirtschafts-, Umweltschutz und Infrastrukturförderung. Dazu reicht die Aufbaubank zinsgünstige Darlehen und Zuschüsse aus. Außerdem vergibt sie Bürgschaften. Über die Tochtergesellschaft bm-t beteiligungsmanagement thüringen gmbh können Thüringer Unternehmen zudem Beteiligungskapital erhalten. Zielgruppen der Bank sind Unternehmen, Wohnungs- bzw. Hauseigentümer, Kommunen, kommunalnahe Unternehmen sowie Landwirte. Die Aufbaubank arbeitet eng mit den Banken und Sparkassen sowie mit den anderen Förderbanken des Bundes und der Länder zusammen.

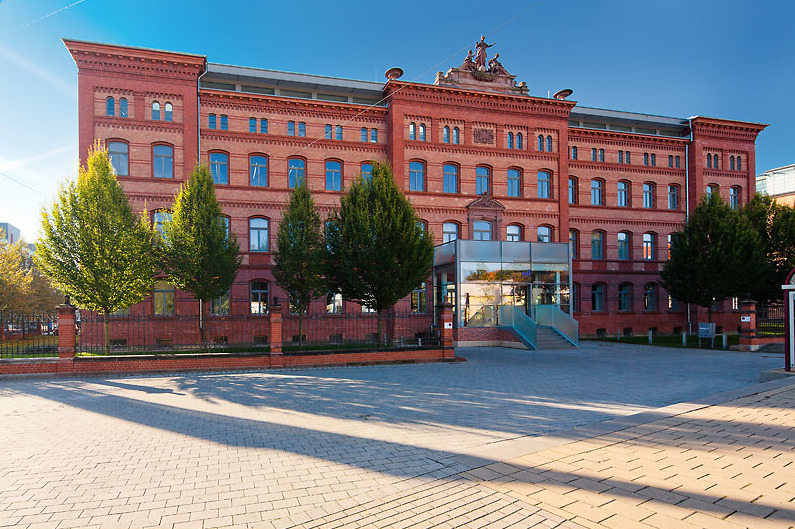
Seit 2002 der Hauptsitz der Thüringer Aufbaubank: das historische Benary-Gebäude im Erfurter Stadtteil Brühl

## Refinanzierung der Bank
Das Kreditgeschäft der Förderbank wird vollständig am Geld- und Kapitalmarkt refinanziert. Dazu begibt die Aufbaubank Schuldverschreibungen oder greift auf Gelder aus Finanzierungsverträgen zurück. Der Bank sind dabei gesetzliche Grenzen gesetzt. So darf sie zum Beispiel keine Währungsrisiken eingehen und hat ihre Geschäfte ausschließlich in Euro abzuschließen. Die Aufbaubank genießt die höchste Solvenzklassifizierung (Solva null).

## Wesentliche Beteiligungen
- bm-t beteiligungsmanagement thüringen gmbh
- Mittelständische Beteiligungsgesellschaft Thüringen mbH
- Bürgschaftsbank Thüringen
- Gesellschaft für Arbeits- und Wirtschaftsförderung des Freistaates Thüringen mbH (GfAW)